# Directors' Fortnight
Directors' Fortnight (tiếng Pháp: Quinzaine des cinéastes, trước đây là Quinzaine des réalisateurs) là sự kiện độc lập được tổ chức đồng thời với Liên hoan phim Cannes. Hạng mục được Hiệp hội Đạo diễn Pháp tổ chức từ năm 1969 sau sự kiện tháng 5 năm 1968 dẫn đến việc Liên hoan phim Cannes bị hủy tổ chức – là kết quả của phong trào đình công tại thời điểm đó. Sự kiện Directors' Fortnight cũng giới thiệu các phim ngắn, phim điện ảnh và phim tài liệu trên toàn cầu.

## Giám đốc nghệ thuật
Việc tổ chức sự kiện được giám sát bởi một giám đốc nghệ thuật. Giám đốc nghệ thuật hiện tại là Paolo Moretti, ông đã đảm nhiệm vai trò này tại Director's Fortnight từ năm 2018.
- Pierre-Henri Deleau – 1969–1999
- Marie-Pierre Macia – 1999–2003
- Olivier Père – 2004–2009
- Frédéric Boyer – 2009–2011
- Édouard Waintrop – 2012–2018
- Paolo Moretti – 2018–nay

## Giải thưởng
Các giải thưởng được trao trong sự kiện Directors' Fortnight bao gồm:
- Giải Art Cinema
- Giải SACD
- Giải Europa Cinemas Label Award
- Giải Illy

### Ấn phẩm
- Pierre-Henri Deleau: La Quinzaine des réalisateurs à Cannes: Cinéma en liberté : 1969-1993 (Broché),  Editions de La Martinière, 1993
- Olivier Thévenin: Sociologie d'une institution cinématographique : La S.R.F. et la Quinzaine des réalisateurs (Broché), Paris: l'Harmattan, 2009, ISBN 2-296-09457-0

### Phim tài liệu
- 40x15.Les Quarante Ans de la Quinzaine des Réalisateurs, Olivier Jahan đạo diễn, 97 phút, 2008 details